# OSBPL5
OSBPL5‏ (Oxysterol binding protein like 5) هوَ بروتين يُشَفر بواسطة جين OSBPL5 في الإنسان.